# CONCACAF Champions League 2023
La CONCACAF Champions League 2023 è stata la 58ª edizione della CONCACAF Champions League, nonché la quindicesima con questa denominazione.
Il León è il club vincitore della competizione, grazie alla doppia vittoria in finale sul Los Angeles FC (2-1 e 0-1).

## Formula
Le squadre partecipanti sono 16, provenienti dalle tre associazioni regionali che compongono la CONCACAF: la North American Football Union, la Unión Centroamericana de Fútbol e la Caribbean Football Union.
I club, per poter partecipare al torneo, devono rispettare i criteri imposti dalla CONCACAF in materia di stadi. Se le squadre aventi diritto a partecipare non hanno uno stadio casalingo in grado di soddisfare i criteri richiesti, possono indicarne un altro a norma nel proprio paese. Se un club non riuscisse a trovare un impianto adeguato per la competizione sarebbe escluso dalla manifestazione.
Le partecipanti sono inserite in un tabellone di tipo tennistico: tutti i turni sono a eliminazione diretta con incontri di andata e ritorno, fino alle semifinali in caso di parità nel risultato aggregato il passaggio del turno è deciso applicando la regola dei gol fuori casa, in caso di ulteriore parità non sono effettuati i tempi supplementari ma si decide il passaggio del turno attraverso i rigori. In finale in caso di parità si disputano i tempi supplementari e quindi i rigori. Negli ottavi e nei quarti di finale il fattore campo è determinato dalla posizione sorteggiata nel tabellone, mentre nelle semifinali e in finale è determinato dai risultati dei turni precedenti.

## Date
| Turno            | Sorteggio                    | Andata            | Ritorno           |
| ---------------- | ---------------------------- | ----------------- | ----------------- |
| Ottavi di finale | 7 novembre 2022 (Miami, USA) | 7-9 marzo 2023    | 14-16 marzo 2023  |
| Quarti di finale | 7 novembre 2022 (Miami, USA) | 4-6 aprile 2023   | 11-13 aprile 2023 |
| Semifinali       | 7 novembre 2022 (Miami, USA) | 25-27 aprile 2023 | 2-4 maggio 2023   |
| Finale           | 7 novembre 2022 (Miami, USA) | 31 maggio 2023    | 4 giugno 2023     |

## Squadre partecipanti
| Nazione             | Slot  | Club                | Qualificazione                                                |
| ------------------- | ----- | ------------------- | ------------------------------------------------------------- |
| Messico 4 posti     | MEX 1 | Atlas               | Campione Torneo Apertura 2021 e Torneo Clausura 2022          |
| Messico 4 posti     | MEX 2 | León                | Finalista Torneo Apertura 2021                                |
| Messico 4 posti     | MEX 3 | Pachuca             | Finalista Torneo Clausura 2022                                |
| Messico 4 posti     | MEX 4 | Tigres UANL         | Miglior classificata complessiva nella Liga MX                |
| Stati Uniti 4 posti | USA 1 | Los Angeles FC      | Campione MLS 2022                                             |
| Stati Uniti 4 posti | USA 2 | Philadelphia Union  | 1º posto in Eastern Conference 2022                           |
| Stati Uniti 4 posti | USA 3 | Orlando City        | Vincitore U.S. Open Cup 2022                                  |
| Stati Uniti 4 posti | USA 4 | Austin FC           | Quarto nella regular season MLS 2022                          |
| Canada 1 posto      | CAN 1 | Vancouver Whitecaps | Vincitore Canadian Championship 2022                          |
| Honduras 3 posti    | HND 1 | Olimpia             | Vincitore CONCACAF League 2022                                |
| Honduras 3 posti    | HND 2 | Real España         | Miglior semifinalista di CONCACAF League 2022                 |
| Honduras 3 posti    | HND 3 | Motagua             | Seconda miglior semifinalista di CONCACAF League 2022         |
| Costa Rica 1 posto  | CRC 1 | Alajuelense         | Finalista di CONCACAF League 2022                             |
| El Salvador 1 posto | SLV 1 | Alianza             | Miglior eliminata ai quarti di finale di CONCACAF League 2022 |
| Panama 1 posto      | PAN 1 | Tauro               | Miglior eliminata ai quarti di finale CONCACAF League 2022    |
| CFU 1 posto         | CCC 1 | Violette            | Campione Campionato per club CFU 2022                         |

## Partite

### Tabellone
|  | Ottavi              | Ottavi | Ottavi |  |                     | Quarti             | Quarti | Quarti |  |                | Semifinali         | Semifinali | Semifinali |  |      | Finale         | Finale | Finale |
|  |                     |        |        |  |                     |                    |        |        |  |                |                    |            |            |  |      |                |        |        |
|  | Violette            | 3      | 0      |  |                     |                    |        |        |  |                |                    |            |            |  |      |                |        |        |
|  | Violette            | 3      | 0      |  |                     |                    |        |        |  |                |                    |            |            |  |      |                |        |        |
|  | Austin FC           | 0      | 2      |  |                     |                    |        |        |  |                |                    |            |            |  |      |                |        |        |
|  | Austin FC           | 0      | 2      |  | Violette            | 0                  | 2      |        |  |                |                    |            |            |  |      |                |        |        |
|  |                     |        |        |  | Violette            | 0                  | 2      |        |  |                |                    |            |            |  |      |                |        |        |
|  |                     |        |        |  |                     | León               | 5      | 1      |  |                |                    |            |            |  |      |                |        |        |
|  | Tauro               | 0      | 0      |  |                     | León               | 5      | 1      |  |                |                    |            |            |  |      |                |        |        |
|  | Tauro               | 0      | 0      |  |                     |                    |        |        |  |                |                    |            |            |  |      |                |        |        |
|  | León                | 1      | 2      |  |                     |                    |        |        |  |                |                    |            |            |  |      |                |        |        |
|  | León                | 1      | 2      |  |                     |                    |        |        |  | León           | 1                  | 3          |            |  |      |                |        |        |
|  |                     |        |        |  |                     |                    |        |        |  | León           | 1                  | 3          |            |  |      |                |        |        |
|  |                     |        |        |  |                     |                    |        |        |  |                | Tigres UANL        | 2          | 1          |  |      |                |        |        |
|  | Tigres UANL         | 0      | 1      |  |                     |                    |        |        |  |                | Tigres UANL        | 2          | 1          |  |      |                |        |        |
|  | Tigres UANL         | 0      | 1      |  |                     |                    |        |        |  |                |                    |            |            |  |      |                |        |        |
|  | Orlando City        | 0      | 1      |  |                     |                    |        |        |  |                |                    |            |            |  |      |                |        |        |
|  | Orlando City        | 0      | 1      |  | Tigres UANL         | 1                  | 5      |        |  |                |                    |            |            |  |      |                |        |        |
|  |                     |        |        |  |                     |                    |        |        |  |                |                    |            |            |  |      |                |        |        |
|  |                     |        |        |  |                     | Motagua            | 0      | 0      |  |                |                    |            |            |  |      |                |        |        |
|  | Motagua             | 0      | 1      |  |                     |                    |        |        |  |                |                    |            |            |  |      |                |        |        |
|  | Motagua             | 0      | 1      |  |                     |                    |        |        |  |                |                    |            |            |  |      |                |        |        |
|  | Pachuca             | 0      | 1      |  |                     |                    |        |        |  |                |                    |            |            |  |      |                |        |        |
|  | Pachuca             | 0      | 1      |  |                     |                    |        |        |  |                |                    |            |            |  | León | 2              | 1      |        |
|  |                     |        |        |  |                     |                    |        |        |  |                |                    |            |            |  | León | 2              | 1      |        |
|  |                     |        |        |  |                     |                    |        |        |  |                |                    |            |            |  |      | Los Angeles FC | 1      | 0      |
|  | Vancouver Whitecaps | 5      | 2      |  |                     |                    |        |        |  |                |                    |            |            |  |      | Los Angeles FC | 1      | 0      |
|  | Vancouver Whitecaps | 5      | 2      |  |                     |                    |        |        |  |                |                    |            |            |  |      |                |        |        |
|  | Real España         | 0      | 3      |  |                     |                    |        |        |  |                |                    |            |            |  |      |                |        |        |
|  | Real España         | 0      | 3      |  | Vancouver Whitecaps | 0                  | 0      |        |  |                |                    |            |            |  |      |                |        |        |
|  |                     |        |        |  | Vancouver Whitecaps | 0                  | 0      |        |  |                |                    |            |            |  |      |                |        |        |
|  |                     |        |        |  |                     | Los Angeles FC     | 3      | 3      |  |                |                    |            |            |  |      |                |        |        |
|  | Alajuelense         | 0      | 2      |  |                     |                    |        |        |  |                |                    |            |            |  |      |                |        |        |
|  | Alajuelense         | 0      | 2      |  |                     |                    |        |        |  |                |                    |            |            |  |      |                |        |        |
|  | Los Angeles FC      | 3      | 1      |  |                     |                    |        |        |  |                |                    |            |            |  |      |                |        |        |
|  | Los Angeles FC      | 3      | 1      |  |                     |                    |        |        |  | Los Angeles FC | 1                  | 3          |            |  |      |                |        |        |
|  |                     |        |        |  |                     |                    |        |        |  | Los Angeles FC | 1                  | 3          |            |  |      |                |        |        |
|  |                     |        |        |  |                     |                    |        |        |  |                | Philadelphia Union | 1          | 0          |  |      |                |        |        |
|  | Olimpia             | 4      | 0      |  |                     |                    |        |        |  |                | Philadelphia Union | 1          | 0          |  |      |                |        |        |
|  | Olimpia             | 4      | 0      |  |                     |                    |        |        |  |                |                    |            |            |  |      |                |        |        |
|  | Atlas               | 1      | 4      |  |                     |                    |        |        |  |                |                    |            |            |  |      |                |        |        |
|  | Atlas               | 1      | 4      |  | Atlas               | 0                  | 2      |        |  |                |                    |            |            |  |      |                |        |        |
|  |                     |        |        |  | Atlas               | 0                  | 2      |        |  |                |                    |            |            |  |      |                |        |        |
|  |                     |        |        |  |                     | Philadelphia Union | 1      | 2      |  |                |                    |            |            |  |      |                |        |        |
|  | Alianza             | 0      | 0      |  |                     | Philadelphia Union | 1      | 2      |  |                |                    |            |            |  |      |                |        |        |
|  | Alianza             | 0      | 0      |  |                     |                    |        |        |  |                |                    |            |            |  |      |                |        |        |
|  | Philadelphia Union  | 0      | 4      |  |                     |                    |        |        |  |                |                    |            |            |  |      |                |        |        |
|  | Philadelphia Union  | 0      | 4      |  |                     |                    |        |        |  |                |                    |            |            |  |      |                |        |        |

### Ottavi di finale
| Squadra 1           | Totale      | Squadra 2          | Andata | Ritorno |
| ------------------- | ----------- | ------------------ | ------ | ------- |
| Violette            | 3 - 2       | Austin FC          | 3 - 0  | 0 - 2   |
| Tauro               | 0 - 3       | León               | 0 - 1  | 0 - 2   |
| Tigres UANL         | 1 - 1 (gfc) | Orlando City       | 0 - 0  | 1 - 1   |
| Motagua             | 1 - 1 (gfc) | Pachuca            | 0 - 0  | 1 - 1   |
| Vancouver Whitecaps | 7 - 3       | Real España        | 5 - 0  | 2 - 3   |
| Alajuelense         | 2 - 4       | Los Angeles FC     | 0 - 3  | 2 - 1   |
| Olimpia             | 4 - 5       | Atlas              | 4 - 1  | 0 - 4   |
| Alianza             | 0 - 4       | Philadelphia Union | 0 - 0  | 0 - 4   |

### Quarti di finale
| Squadra 1           | Totale | Squadra 2      | Andata | Ritorno |
| ------------------- | ------ | -------------- | ------ | ------- |
| León                | 6 - 2  | Violette       | 5 - 0  | 1 - 2   |
| Motagua             | 0 - 6  | Tigres UANL    | 0 - 1  | 0 - 5   |
| Vancouver Whitecaps | 0 - 6  | Los Angeles FC | 0 - 3  | 0 - 3   |
| Philadelphia Union  | 3 - 2  | Atlas          | 1 - 0  | 2 - 2   |

### Semifinali
| Squadra 1          | Totale | Squadra 2      | Andata | Ritorno |
| ------------------ | ------ | -------------- | ------ | ------- |
| Tigres UANL        | 3 - 4  | León           | 2 - 1  | 1 - 3   |
| Philadelphia Union | 1 - 4  | Los Angeles FC | 1 - 1  | 0 - 3   |

#### Finale
| Arbitro: | Lopez |

|                       |           |               |
| Tesillo 8’ Mena 45+5’ | Marcatori | 90+6’ Bouanga |

| Arbitro: | Cisneros |

|  |           |              |
|  | Marcatori | 20’ Di Yorio |